# Ullånger
Ullånger är en tätort, tillika kyrkby i Ullångers socken i Kramfors kommun. Orten genomkorsas av E4 och ligger vid den inre delen av Ullångersfjärden. Företaget Mjälloms Tunnbröd har sin fabrik i Ullånger. Ullånger har även namnet Sundbron, särskilt i äldre uppteckningar och på äldre kartor.

## Historik
I slutet av 2009 blev Sundbron centralort för de tre socknarna Ullånger, Vibyggerå och Nordingrå. Här utvecklades köpenskap och hantverk. Bagare och slaktare öppnade butiker.
Bebyggelsen i Sundbron har inte utvecklats ur någon äldre by utan namnet kommer från den bebyggelse som funnits runt bron över Inviksån. Denna bro kallades Sundbron eftersom Inviksån i äldre tider kallades för Sundet.
Namnet Ullånger har i sitt förled sannolikt en variant av ordet välla, alternativt namnet på den fornnordiska stridsguden Ull, så som i liknande ortnamn, t.ex. Ullevi. Efterleden -ånger eller anger, betyder på fornsvenska vik, trång vik eller fjärd.

### Befolkningsutveckling
| Befolkningsutvecklingen i Ullånger 1960–2020                                             | Befolkningsutvecklingen i Ullånger 1960–2020 | Befolkningsutvecklingen i Ullånger 1960–2020 | Befolkningsutvecklingen i Ullånger 1960–2020 | Befolkningsutvecklingen i Ullånger 1960–2020 |
| ---------------------------------------------------------------------------------------- | -------------------------------------------- | -------------------------------------------- | -------------------------------------------- | -------------------------------------------- |
|                                                                                          |                                              |                                              |                                              |                                              |
| År                                                                                       |                                              |                                              | Folkmängd                                    | Areal (ha)                                   |
| 1960                                                                                     | 1960                                         |                                              | 483                                          |                                              |
| 1965                                                                                     | 1965                                         |                                              | 465                                          |                                              |
| 1970                                                                                     | 1970                                         |                                              | 600                                          |                                              |
| 1975                                                                                     | 1975                                         |                                              | 686                                          |                                              |
| 1980                                                                                     | 1980                                         |                                              | 747                                          |                                              |
| 1990                                                                                     | 1990                                         |                                              | 698                                          | 97                                           |
| 1995                                                                                     | 1995                                         |                                              | 657                                          | 97                                           |
| 2000                                                                                     | 2000                                         |                                              | 643                                          | 97                                           |
| 2005                                                                                     | 2005                                         |                                              | 606                                          | 98                                           |
| 2010                                                                                     | 2010                                         |                                              | 626                                          | 98                                           |
| 2015                                                                                     | 2015                                         |                                              | 768                                          | 186                                          |
| 2020                                                                                     | 2020                                         |                                              | 761                                          | 190                                          |
| Anm.: Namnändring 1980 från Sundbron till Ullånger. Sammanvuxen med Utvik och Öden 2015. |                                              |                                              |                                              |                                              |

## Kända personer från Ullånger
- Magdalena Forsberg och Wilhelm Peterson-Berger, bägge har levt i samma hus i Ullånger.[6]